# 1000 km Fujija 1988
1000 km Fujija 1988 je bila deseta dirka Svetovnega prvenstva športnih dirkalnikov v sezoni 1988. Odvijala se je 9. oktobra 1988 na dirkališču Fuji Speedway.

## Rezultati
| Poz    | Razred | Št  | Moštvo                                         | Dirkači                                          | Šasija                             | Gume | Krogi |
| Poz    | Razred | Št  | Moštvo                                         | Dirkači                                          | Motor                              | Gume | Krogi |
| ------ | ------ | --- | ---------------------------------------------- | ------------------------------------------------ | ---------------------------------- | ---- | ----- |
| 1      | C1     | 1   | Silk Cut Jaguar                                | Martin Brundle Eddie Cheever                     | Jaguar XJR-9                       | D    | 224   |
| 1      | C1     | 1   | Silk Cut Jaguar                                | Martin Brundle Eddie Cheever                     | Jaguar 7.0L V12                    | D    | 224   |
| 2      | C2     | 17  | Omron Porsche AG                               | Klaus Ludwig Price Cobb                          | Porsche 962C                       | D    | 223   |
| 2      | C2     | 17  | Omron Porsche AG                               | Klaus Ludwig Price Cobb                          | Porsche Type-935 3.0L Turbo Flat-6 | D    | 223   |
| 3      | C1     | 8   | Joest Racing                                   | Frank Jelinski »John Winter«                     | Porsche 962C                       | G    | 221   |
| 3      | C1     | 8   | Joest Racing                                   | Frank Jelinski »John Winter«                     | Porsche Type-935 3.0L Turbo Flat-6 | G    | 221   |
| 4      | C1     | 27  | From-A Racing                                  | Hideki Okada Stanley Dickens                     | Porsche 962C                       | B    | 221   |
| 4      | C1     | 27  | From-A Racing                                  | Hideki Okada Stanley Dickens                     | Porsche Type-935 3.2L Turbo Flat-6 | B    | 221   |
| 5      | C1     | 61  | Team Sauber Mercedes                           | Jean-Louis Schlesser Jochen Mass Kenny Acheson   | Sauber C9                          | M    | 220   |
| 5      | C1     | 61  | Team Sauber Mercedes                           | Jean-Louis Schlesser Jochen Mass Kenny Acheson   | Mercedes-Benz M117 5.0L Turbo V8   | M    | 220   |
| 6      | C1     | 25  | Advan Alpha Nova                               | Kunimitsu Takahashi Kazou Mogi                   | Porsche 962C                       | Y    | 217   |
| 6      | C1     | 25  | Advan Alpha Nova                               | Kunimitsu Takahashi Kazou Mogi                   | Porsche Type-935 3.0L Turbo Flat-6 | Y    | 217   |
| 7      | C1     | 99  | Rothmans Porsche Team Schuppan                 | Maurizio Sandro Sala Eje Elgh                    | Porsche 962C                       | D    | 214   |
| 7      | C1     | 99  | Rothmans Porsche Team Schuppan                 | Maurizio Sandro Sala Eje Elgh                    | Porsche Type-935 3.0L Turbo Flat-6 | D    | 214   |
| 8      | C1     | 28  | Leyton House Racing Team                       | Naoki Nagasaka Kaoru Hoshino Masahiko Kageyama   | Porsche 962C                       | B    | 214   |
| 8      | C1     | 28  | Leyton House Racing Team                       | Naoki Nagasaka Kaoru Hoshino Masahiko Kageyama   | Porsche Type-935 3.0L Turbo Flat-6 | B    | 214   |
| 9      | C1     | 23  | Nissan Motorsports                             | Kazuyoshi Hoshino Kenji Takahashi Allan Grice    | Nissan R88C                        | B    | 214   |
| 9      | C1     | 23  | Nissan Motorsports                             | Kazuyoshi Hoshino Kenji Takahashi Allan Grice    | Nissan VEJ30 3.0L Turbo V8         | B    | 214   |
| 10     | C1     | 100 | Trust Racing Team                              | Sarel van der Merwe George Fouché Vern Schuppan  | Porsche 962C GTi                   | D    | 214   |
| 10     | C1     | 100 | Trust Racing Team                              | Sarel van der Merwe George Fouché Vern Schuppan  | Porsche Type-935 3.0L Turbo Flat-6 | D    | 214   |
| 11     | C2     | 103 | BP Spice Engineering                           | Eliseo Salazar Thorkild Thyrring                 | Spice SE88C                        | G    | 212   |
| 11     | C2     | 103 | BP Spice Engineering                           | Eliseo Salazar Thorkild Thyrring                 | Ford Cosworth DFL 3.3L V8          | G    | 212   |
| 12     | C1     | 32  | Nissan Motorsports                             | Masahiro Hasemi Aguri Suzuki                     | Nissan R88C                        | B    | 210   |
| 12     | C1     | 32  | Nissan Motorsports                             | Masahiro Hasemi Aguri Suzuki                     | Nissan VEJ30 3.0L Turbo V8         | B    | 210   |
| 13     | C2     | 121 | Cosmik GP Motorsport                           | Tom Hessert Costas Los                           | Spice SE87C                        | G    | 209   |
| 13     | C2     | 121 | Cosmik GP Motorsport                           | Tom Hessert Costas Los                           | Ford Cosworth DFL 3.3L V8          | G    | 209   |
| 14     | GTP    | 202 | Mazdaspeed                                     | Yojiro Terada Dave Kennedy                       | Mazda 767                          | D    | 209   |
| 14     | GTP    | 202 | Mazdaspeed                                     | Yojiro Terada Dave Kennedy                       | Mazda 13J 2.6L 4-Rotor             | D    | 209   |
| 15     | C2     | 106 | Kelmar Racing                                  | Ranieri Randaccio Vito Veninata                  | Tiga GC288                         | A    | 207   |
| 15     | C2     | 106 | Kelmar Racing                                  | Ranieri Randaccio Vito Veninata                  | Ford Cosworth DFL 3.3L V8          | A    | 207   |
| 16     | C1     | 11  | Leyton House Racing Team Porsche Kremer Racing | Oscar Larrauri Bruno Giacomelli                  | Porsche 962CK6                     | B    | 206   |
| 16     | C1     | 11  | Leyton House Racing Team Porsche Kremer Racing | Oscar Larrauri Bruno Giacomelli                  | Porsche Type-935 3.0L Turbo Flat-6 | B    | 206   |
| 17     | C1     | 33  | Takefuji Racing Team Schuppan                  | Brian Redman Derek Bell                          | Porsche 962C                       | D    | 192   |
| 17     | C1     | 33  | Takefuji Racing Team Schuppan                  | Brian Redman Derek Bell                          | Porsche Type-935 3.0L Turbo Flat-6 | D    | 192   |
| 18     | C2     | 171 | British Barn Racing Team                       | Hideo Fukuyama Jirou Yoneyama Kiyoshi Misaki     | JTK 63C                            | ?    | 189   |
| 18     | C2     | 171 | British Barn Racing Team                       | Hideo Fukuyama Jirou Yoneyama Kiyoshi Misaki     | Ford Cosworth DFL 3.3L V8          | ?    | 189   |
| 19     | C2     | 127 | Chamberlain Engineering                        | Ian Khan Arthur Abrahams Dan Murphy              | Spice SE86C                        | A    | 187   |
| 19     | C2     | 127 | Chamberlain Engineering                        | Ian Khan Arthur Abrahams Dan Murphy              | Hart 418T 1.8L Turbo I4            | A    | 187   |
| 20     | GTP    | 230 | Shizumatsu Racing                              | Tetsuji Shiratori Syuuji Fujii Terumitsu Fujieda | Mazda 757                          | ?    | 181   |
| 20     | GTP    | 230 | Shizumatsu Racing                              | Tetsuji Shiratori Syuuji Fujii Terumitsu Fujieda | Mazda 13G 2.0L 3-Rotor             | ?    | 181   |
| 21     | C1     | 37  | Toyota Team Tom's                              | Hitoshi Ogawa Stefan Johansson Paolo Barilla     | Toyota 88C-V                       | B    | 161   |
| 21     | C1     | 37  | Toyota Team Tom's                              | Hitoshi Ogawa Stefan Johansson Paolo Barilla     | Toyota R32V 3.2L Turbo V8          | B    | 161   |
| 22     | C1     | 36  | Toyota Team Tom's                              | Masanori Sekiya Keiichi Suzuki Geoff Lees        | Toyota 88C-V                       | B    | 159   |
| 22     | C1     | 36  | Toyota Team Tom's                              | Masanori Sekiya Keiichi Suzuki Geoff Lees        | Toyota R32V 3.2L Turbo V8          | B    | 159   |
| 23 DNF | C2     | 107 | Chamberlain Engineering                        | Claude Ballot-Léna Jean-Louis Ricci Ian Khan     | Spice SE88C                        | A    | 197   |
| 23 DNF | C2     | 107 | Chamberlain Engineering                        | Claude Ballot-Léna Jean-Louis Ricci Ian Khan     | Ford Cosworth DFL 3.3L V8          | A    | 197   |
| 24 DNF | C1     | 7   | Joest Racing                                   | Harald Grohs Bob Wollek                          | Porsche 962C                       | G    | 191   |
| 24 DNF | C1     | 7   | Joest Racing                                   | Harald Grohs Bob Wollek                          | Porsche Type-935 3.0L Turbo Flat-6 | G    | 191   |
| 25 DNF | C1     | 62  | Team Sauber Mercedes                           | Mauro Baldi Philippe Streiff                     | Sauber C9                          | M    | 175   |
| 25 DNF | C1     | 62  | Team Sauber Mercedes                           | Mauro Baldi Philippe Streiff                     | Mercedes-Benz M117 5.0L Turbo V8   | M    | 175   |
| 26 DNF | C2     | 111 | BP Spice Engineering                           | Ray Bellm Gordon Spice                           | Spice SE88C                        | G    | 175   |
| 26 DNF | C2     | 111 | BP Spice Engineering                           | Ray Bellm Gordon Spice                           | Ford Cosworth DFL 3.3L V8          | G    | 175   |
| 27 DNF | C1     | 10  | Porsche Kremer Racing                          | Volker Weidler Manuel Reuter                     | Porsche 962CK6                     | Y    | 171   |
| 27 DNF | C1     | 10  | Porsche Kremer Racing                          | Volker Weidler Manuel Reuter                     | Porsche Type-935 3.0L Turbo Flat-6 | Y    | 171   |
| 28 DNF | C1     | 20  | Team Davey                                     | Tim Lee-Davey Tom Dodd-Noble Katsunori Iketani   | Porsche 962C                       | D    | 112   |
| 28 DNF | C1     | 20  | Team Davey                                     | Tim Lee-Davey Tom Dodd-Noble Katsunori Iketani   | Porsche Type-935 3.0L Turbo Flat-6 | D    | 112   |
| 29 DNF | C1     | 50  | SARD                                           | Syuuroku Sasaki Martin Donnelly Jochen Dauer     | SARD MC88S                         | D    | 109   |
| 29 DNF | C1     | 50  | SARD                                           | Syuuroku Sasaki Martin Donnelly Jochen Dauer     | Toyota 3S-GTM 2.1L Turbo I4        | D    | 109   |
| 30 DNF | GTP    | 201 | Mazdaspeed                                     | Takashi Yorino Yoshimi Katayama Pierre Dieudonné | Mazda 767                          | D    | 96    |
| 30 DNF | GTP    | 201 | Mazdaspeed                                     | Takashi Yorino Yoshimi Katayama Pierre Dieudonné | Mazda 13J 2.6L 4-Rotor             | D    | 96    |
| 31 DNF | C1     | 2   | Silk Cut Jaguar                                | Jan Lammers Johnny Dumfries                      | Jaguar XJR-9                       | D    | 35    |
| 31 DNF | C1     | 2   | Silk Cut Jaguar                                | Jan Lammers Johnny Dumfries                      | Jaguar 7.0L V12                    | D    | 35    |
| 32 DNF | C1     | 86  | Italiya Racing Team Team Le Mans               | Takao Wada Anders Olofsson                       | March 88S                          | Y    | 25    |
| 32 DNF | C1     | 86  | Italiya Racing Team Team Le Mans               | Takao Wada Anders Olofsson                       | Nissan VG30 3.2L Turbo V6          | Y    | 25    |
| 33 DNF | C1     | 77  | Memorex Telex Racing Team                      | Tiff Needell Gianpiero Moretti Harald Huysman    | Porsche 962C                       | ?    | 14    |
| 33 DNF | C1     | 77  | Memorex Telex Racing Team                      | Tiff Needell Gianpiero Moretti Harald Huysman    | Porsche Type-935 3.0L Turbo Flat-6 | ?    | 14    |
| 34 DNF | C1     | 85  | Person's Racing Team Team Le Mans              | Toshio Suzuki Akio Morimoto                      | March 88S                          | Y    | 11    |
| 34 DNF | C1     | 85  | Person's Racing Team Team Le Mans              | Toshio Suzuki Akio Morimoto                      | Nissan VG30 3.2L Turbo V6          | Y    | 11    |
| 35 DNF | C1     | 45  | Auto Beaurex Motorsport                        | Andrew Gilbert-Scott Steven Andskär              | Toyota 87C                         | D    | 6     |
| 35 DNF | C1     | 45  | Auto Beaurex Motorsport                        | Andrew Gilbert-Scott Steven Andskär              | Toyota 3S-GTM 2.1L Turbo I4        | D    | 6     |

## Statistika
- Najboljši štartni položaj - #27 From-A Racing - 1:18.210
- Najhitrejši krog - #17 Omron Porsche AG - 1:21.795
- Povprečna hitrost - 183.106 km/h